# Sühnekreuz

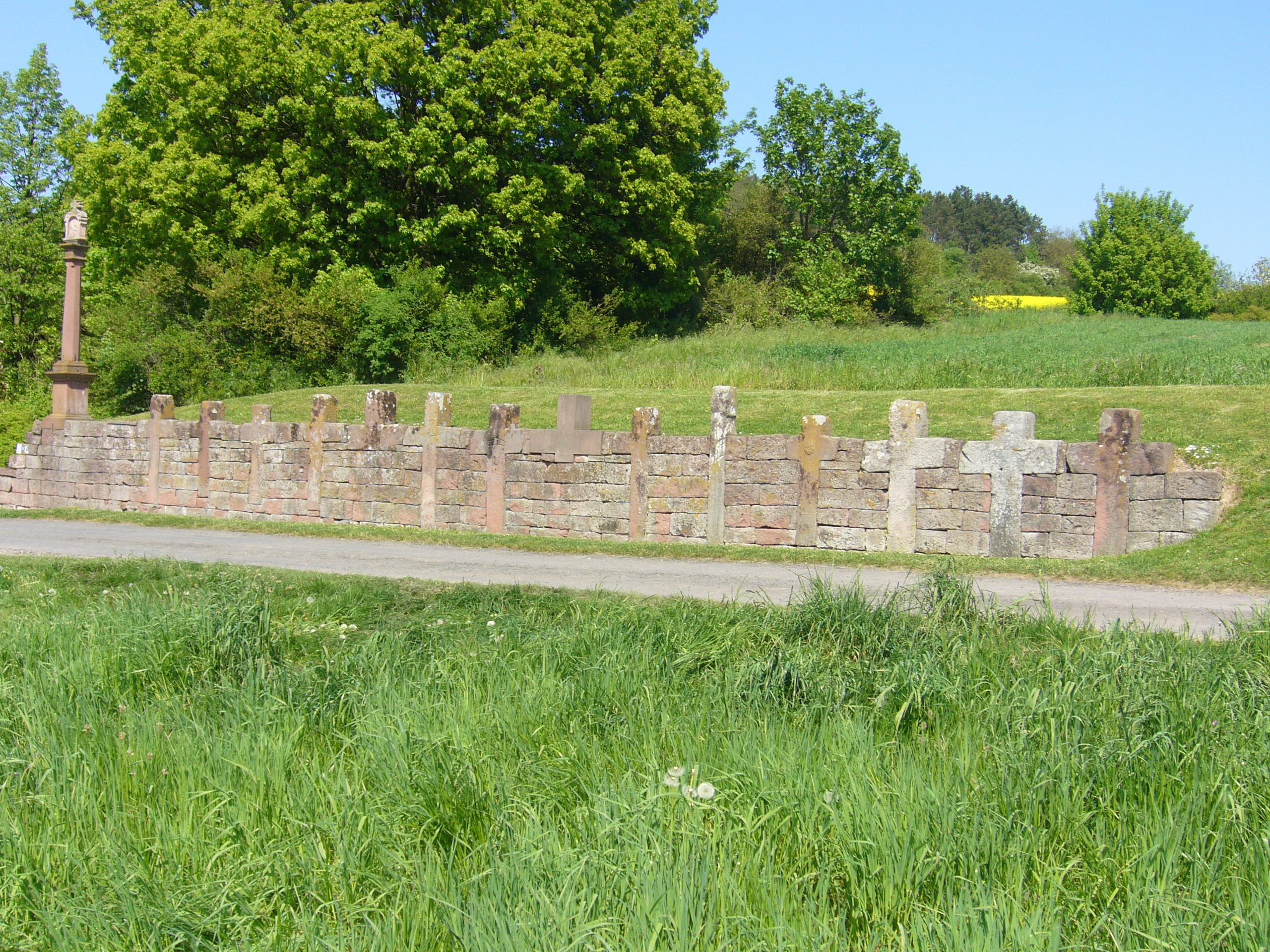
Das Steinkreuznest bei Reicholzheim in Baden-Württemberg ist eine der größten Steinkreuznestansammlung Deutschlands mit 14 Sühnekreuzen. Laut der örtlichen Sage sollen sich 14 Burschen im Streit um ein Mädchen gegenseitig erschlagen haben.

Sühnekreuz oder Mordkreuz ist die Bezeichnung für ein steinernes Flurkreuz, das zur Sühne für einen begangenen Mord oder Totschlag errichtet wurde. Sühnekreuze sind Sühnesteine in Kreuzform.
Sühnekreuze standen meist an Wegen und Wegkreuzungen. Auf einigen Steinkreuzen sind Waffen (Armbrust, Axt oder ähnliches) eingeritzt, möglicherweise die Tatwaffen.

## Hintergrund
Flurkreuze sollten Vorübergehende zum Gebet für einen Verstorbenen anhalten, der unvermittelt zu Tode kam, ohne dass er die Sterbesakramente hatte empfangen können. Wurde jemand im Streit oder absichtslos getötet, musste der Schuldige mit der Familie des Opfers einig werden. Es wurden zwischen den beteiligten Parteien privatrechtliche Sühneverträge abgeschlossen.
Ab 1300 soll es üblich gewesen sein, am Tatort oder dort, wo es die Angehörigen wünschten, ein steinernes Sühnekreuz aufzustellen. Es sind oberpfälzische und sächsische Sühneverträge erhalten geblieben, in denen ausdrücklich die Setzung eines Sühnekreuzes vereinbart wird.
Aus dem Jahr 1463 ist in Weikersheim ein vollständiger Sühnevertrag erhalten. Für die Ermordung eines Sohnes handelten die Angehörigen und der Täter durch zwei Schiedsleute als übliche Wiedergutmachung aus: ein Steinkreuz, eine Heilige Messe mit zwei Priestern, zehn Pfund Wachs für Kerzen, 45 Gulden als Spesen und Schadensersatz, je ein Paar Hosen an die Schiedsleute, den Amtmann und den Vogt, sowie zwei Eimer Wein an die Gefolgschaft beider Parteien. Seit 1530 wurden in protestantischen Gegenden keine Sühnekreuze mehr errichtet.

## Verbreitung

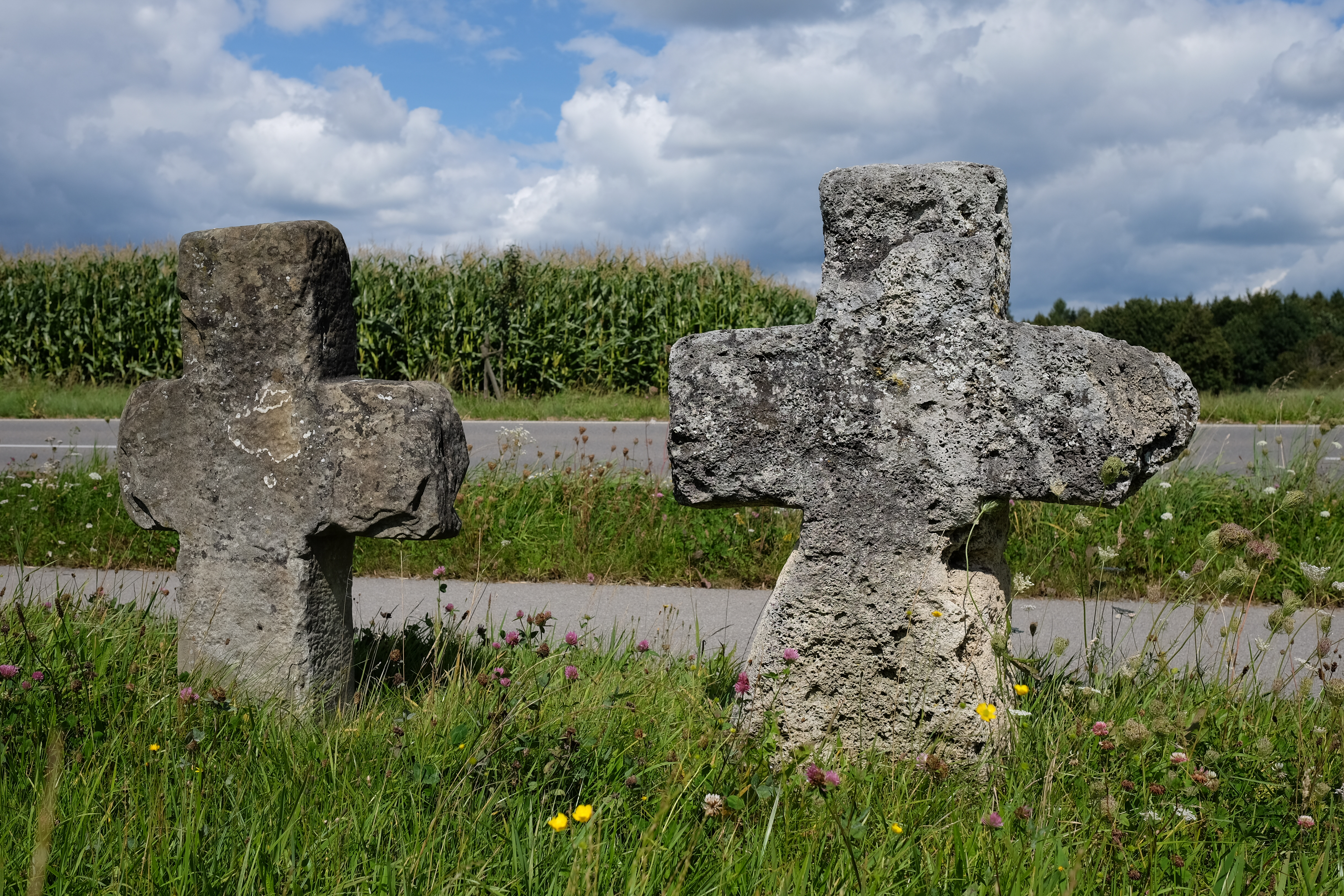
Sühnekreuze im Landkreis Ravensburg, Baden-Württemberg

Etwa 7000 Steinkreuze, von denen vermutet wird, dass es sich um Sühnekreuze handelt, sind heute in ganz Europa bekannt; in Deutschland gibt es ungefähr 4000. Sie sind besonders verbreitet im fränkisch geprägten Nordosten Baden-Württembergs, in der Oberpfalz, in Thüringen und Sachsen. Sühnekreuze sind laut Bernhard Losch vor allem in ländlich geprägten Gebieten zu finden, die seit dem Mittelalter eine durchgehend landwirtschaftliche Struktur aufweisen. In diesen Gegenden kam es in der Neuzeit zu keiner Verdichtung von Siedlung und Industrie wie in den Ballungsgebieten, sodass diese Kulturdenkmale im Freiland weitgehend erhalten blieben.
In Mecklenburg wurden Sühnesteine errichtet. In Niederschlesien, Polen, sind 300 Sühnekreuze bekannt. In Berlin ist ein Sühnekreuz von 1325 erhalten. Es musste für den von den Bewohnern erschlagenen Propst von Bernau aufgestellt werden und steht heute vor der St.-Marien-Kirche.

## Sühnekreuze (Auswahl)

### Deutschland
Baden-Württemberg
- Liste der Mord- und Sühnekreuze im Main-Tauber-Kreis, nach Bernhard Losch der Landkreis in Baden-Württemberg mit den meisten Sühnekreuzen[1]

Bayern
- Sühnekreuz (Betzigau)
- Sühnekreuz (Landsberied)

Brandenburg
- Sühnekreuz (Gutenpaaren)

Hessen
- Mordkreuz von Nieder-Mörlen

Nordrhein-Westfalen
- Mordkreuz (Havixbeck)

Sachsen
- Steinkreuz Gräfenhain
- Sühnekreuz (Holzhausen, Leipzig)
- Antoniuskreuz (Schrebitz)

Sachsen-Anhalt
- Sühnekreuz zu Biere
- Sühnekreuz (Gernrode)
- Mordstein von Uhrsleben
- Warnstedter Mordkreuz

Thüringen
- Steigerkreuz in Erfurt

### Polen
- Sühnekreuz von Kijowice
- Sühnekreuz von Pruchna
- Mordkreuz von Stargard